# Alfredo Silva Santiago
Alfredo Silva Santiago (ur. 8 września 1894 w Santiago, zm. 17 marca 1975) – chilijski duchowny rzymskokatolicki, w latach 1935-1939 biskup Temuco, 1939-1963 biskup, a następnie arcybiskup Concepción.

## Życiorys
Święcenia kapłańskie przyjął 2 czerwca 1917. 23 lutego 1935 został mianowany biskupem Temuco. Sakrę otrzymał 28 kwietnia 1935, ingres odbył się 1 czerwca. 4 lutego 1939 otrzymał nominację na ordynariusza diecezji Concepción, urząd objął 22 marca. 20 maja diecezja została podniesiona do rangi archidiecezji, a on sam stał się arcybiskupem. 27 kwietnia 1963 zrezygnował z urzędu, wówczas został mianowany arcybiskupem tytularnym Petra in Palaestina, z którego to tytułu zrezygnował 4 grudnia 1970. Zmarł 17 marca 1975. Brał udział we wszystkich czterech sesjach Soboru Watykańskiego II.